# Пинту Коррея, Клара
Мария Клара Амаду Пинту Коррея (порт. Maria Clara Amado Pinto Correia, род. 30 января 1960, Лиссабон) — известная португальская писательница, биолог, историк португальской науки, журналистка, актриса.
Родилась в Лиссабоне в семье известного врача Жозе Мануэля Пинту Коррея, кавалера Ордена Сантьяго. Детство Марии прошло в Анголе, где отец проходил военную службу в качестве врача во время колониальной войны. Тогда Клара Пинту Коррея серьёзно заинтересовалась биологией.
Впоследствии получила докторскую степень по клеточной биологии в университете Порту. Также продолжала учёбу и занималась наукой в США, в том числе под началом Стивена Джея Гулда.
Была корреспондентом португальской еженедельной газеты Diário de Notícias. Она сестра журналистки Маргариды Пинту Коррея.
Творческий путь начала в 1983 году. В 1984 году опубликовала свой первый роман (Agrião), а в 1985 году вышел в свет её самый известный роман «Прощай, принцесса» (Adeus, Princesa), который был экранизирован в 1992 году.
Дважды попробовала себя в качестве актрисы: фильм Kiss Me (2004 год) в роли Марты и фильм Adriana (2004 год) в роли Клары.